# 奥山美代子
奥山 美代子（おくやま みよこ、1967年3月12日 - ）は、日本の女優である。文学座、月波兎、西瓜糖所属。北海道札幌市出身。うお座、B型。身長161cm。

## 来歴
1989年に文学座研究所入所し、1994年に座員となる。2012年より西瓜糖を主催。

## 出演作品

### 舞台
- 初舞台『グリークス』(文学座アトリエ公演)（1990）

- 『恋ぶみ屋一葉』(松竹)新橋演舞場（1992）

- 『息子です、こんにちは』(文学座本公演)紀伊國屋ホール（１９９３）

- 『紐育』（アリストパネス・カンパニー)世田谷スタジオAR（１９９４）
- 『鼻』(アトリエ)

- 『メモランダム』(アトリエ)（１９９５）

- 『シンガー』(本公演)紀伊國屋ホール（１９９６）
- 『髪をかきあげる』(アトリエ)

- 『あ?! それが問題だ』(本公演)サンシャイン劇場（１９９７）
- 『月がとっても蒼いから』(アトリエ)

- 『家路』(本公演)三越劇場（１９９９）
- 『花のかたち』(アトリエ)

- 『月がとっても蒼いから』(本公演)大田区民プラザ（２０００）

- 『モンテ・クリスト伯』(本公演)紀伊國屋サザンシアター（２００１）
- 『あ・うん』日生劇場

- 『ドン・ジュアン』(本公演)世田谷パブリックシアター（２００３）

- 『モンテ・クリスト伯』(本公演)天王洲アートスフィア（２００４）

- 『ぬけがら』(アトリエ) 07年再演,10年地方巡演（２００５）
- 『陽気な幽霊』SANYOホール

- 『お月さまへようこそ』(青年団文学座合同)サイスタジオ（２００６）

- 『ブルーストッキングの女たち』(地人会)紀伊國屋ホール（２００７）

- 『谷間の女たち』(双の会)笹塚ファクトリー（２００８）
- 『口紅〜rouge〜』（本公演）東京芸術劇場・小ホール

- 『犀』(アトリエ)（２００９）
- 『えっち すけっち わんたっち』劇場MOMO
- 『あの日僕だけが見られなかった夜光虫について』（スタジオソルト）相鉄本多劇場（２０１０）
- 『トロイアの女たち』(アトリエ）

- 『猿』TBスタジオ（２０１１）
- 『堕落美人』赤坂REDシアター
- 『甘い恋のジャム』(劇団未来劇場）新宿シアターモリエール

- 『ヴェニスの商人』(シェイクスピアシアター）俳優座劇場（２０１２）
- 『タネも仕掛けも』（本公演）紀伊國屋サザンシアター
- 『マクベス』(シェイクスピアシアター)俳優座劇場
- 『いんげん』スペース雑遊

- 『鉄瓶』下北沢駅前劇場（２０１３）
- 『リア王』（シェイクスピア・シアター）俳優座劇場

- 『タイタス・アンドロニカス』新モリヤビル（２０１４）
- 『ヴェニスの商人』俳優座劇場
- 『じゃのめ』下北沢駅前劇場
- 『ハムレット』俳優座劇場

2015年
- 『十二夜』俳優座劇場
- 『モデル』中野テアトルＢＯＮＢＯＮ

2016年
- 『野鴨』文学座アトリエ
- 『カクシンハン版　リチャード三世　1471-1485』シアター風姿花伝
- 『うみ』（西瓜糖）中野テアトルＢＯＮＢＯＮ

#### 2017年
- 『ドドンコ、ドドンコ、鬼が来た！』(椿組）新宿花園神社境内特設ステージ

#### 2018年
- 『レバア』（西瓜糖）中野テアトルＢＯＮＢＯＮ
- 『ヘンリー四世』（シェイクスピアシアター）ザ・ポケット
- 『死旗』（鵺的）ザ・スズナリ
- 『黴』（Buzz　Fest　Theater)ザ・ポケット
- 『ジョー・エッグ』（アトリエ）

#### 2019年
- 『ご馳走』ザ・スズナリ
- 『一銭陶貨』紀伊国屋サザンシアター

#### 2020年
- 『マクベス』東演　全国巡演
- 『MOON』絵空箱

#### 2021年
- 『マクベス』全国巡演
- 『一銭陶貨』全国巡演
- 『ギッチョンチョン』中野ザ・ポケット

#### 2022年
- 『一銭陶貨』全国巡演
- 『刺繍』中野ザ・ポケット

#### 2023年
- 『いちご』下北沢B1
- 『ひまわり』文学座アトリエ

#### 2024年
- 「ガス灯は檸檬のにほひ」下北沢スズナリ
- 『かえる』中野ザ・ポケット[2]
- 『ラスト・サパー』SPACE 雑遊[3]

### テレビ
- 妻たちの離婚方程式

### ラジオドラマ
- ゴルゴ13